# Xysticus gymnocephalus
Xysticus gymnocephalus là một loài nhện trong họ Thomisidae.
Loài này thuộc chi Xysticus. Xysticus gymnocephalus được Embrik Strand miêu tả năm 1915.